# Mustangs FC
Mustangs FC (bra: As Poderosas Mustangues; prt: Mighty Mustangs) é uma série de televisão de comédia dramática australiana voltada para jovens adolescentes e estrelando Emmanuelle Mattana como personagem principal. O programa se passa no subúrbio da Austrália e se concentra na Mustangs FC, um time de futebol feminino, e se concentra na personagem de Mattana, Marnie, que mora com sua mãe, Jen (interpretada por Pia Miranda), o namorado de sua mãe, Kev, e sua filha Lara, bem como os amigos e colegas de equipe de Marnie. A série foi lançada no Dia Internacional da Menina em 2017, o programa explora o relacionamento entre os membros da equipe e a luta a ser levada a sério como uma equipe só de garotas. O programa estreou no Estados Unidos pela Universal Kids.
Mustangs FC foi criado e produzida por Amanda Higgs e Rachel Davis com Debbie Lee atuando como produtora executiva. O programa foi produzido pela Matchbox Pictures para a ABC Me, juntamente com a Australian Broadcasting Corporation, Screen Australia, em associação com a Film Victoria. Em outubro de 2017, o programa foi indicado para a melhor série de televisão infantil no AACTA Awards, Mustangs FC foi renovado para uma segunda temporada em 29 de junho de 2018 e foi ao ar em 1 de janeiro de 2019.

## Elenco e personagens

### Principais
- Emmanuelle Mattana como Marnie
- Ashleigh Marshall como Liv
- Gemma Chua-Tran como Anusha
- Molly Broadstock como Bella
- Celine Ajobong como Ruby
- Monique Heath	como Lara
- Natasha Pearson como Michaela
- Pia Miranda como Jen
- Stephen Hall como Kev
- Jacek Koman como Danny
- Xavier West como Gabe
- Celia Pacquola como a narradora
- Tommy Little como o gerente

### Recorrente
- Martha Berhane como Freya
- Hayet Dabbouss como Hanifa
- Tara Jakubowskij como Willow
- Lottie Van Vijick como Alex
- Emily Carnibella como Simone
- Chelsea Ford como Magda
- Georgia Kirby como Trinity
- Jessica Faulkner como Madison
- Christie Whelan como Terry
- Fiona Choi como Cindy
- Mike McLeish como Sam
- Catherine Glavicic como Alicia
- Luke Christopoulos como Tom
- Ellmir Asipi como Hamet
- Clare Chihambakwe como Michelle
- Sophie Ashdowne como Summah
- Mitchell Lockhart como Miles
- Phoenix Raei como Lachy
- Rhett Shreuder como Jasper
- Tharanya Tharan como Zee
- Miah Grace Madden como Jas
- Imogen Lamble como Georgie

## Recepção
O programa recebeu críticas positivas, com Melinda Houston, do The Canberra Times, classificando o programa em quatro de cinco estrelas e recebendo uma indicação ao AACTA Awards de melhor série de televisão infantil. A estréia do programa atraiu uma audiência de 38,000.